# リード (生物学)
DNAシーケンシングにおいて、リード（read）とは、ある単一のDNA断片の全体または一部に対応する塩基対（または塩基対の確率）の推定配列である。典型的なシーケンシング実験では、ゲノムは数百万の分子に断片化されてから、サイズ選択およびアダプターとのライゲーションが行われる。この断片の集合はシーケンシングライブラリと呼ばれ、これを配列決定することでリードの集合が生成される 。

## リード長
生成されるリードの長さはシーケンシング技術によって異なる。長さ20〜40塩基対のリードは、超短鎖（ultra-short）と呼ばれる 。一般的なシーケンサーは、100〜500塩基対の範囲の長さのリードを生成する 。ただし、 Pacific Biosciencesの装置は約1500塩基対の長さのリードを生成する（2012年現在） 。リード長は生物学研究の結果に影響を与える可能性のある要因である 。たとえば、リード長が長いほど、 デノボ（de novo）ゲノムアセンブリの解像度や構造変異の検出が改善する。ヒトゲノムを定型的にデノボアセンブリするためには、10万塩基対を超えるリード長が必要になると推定されている 。シーケンシングデータを分析するためのバイオインフォマティクスのパイプラインは、通常、リード長を考慮している 。